# Burlington (contea di Bradford)
Burlington  è una township degli Stati Uniti d'America, nella contea di Bradford nello Stato della Pennsylvania. Secondo il censimento del 2000 la popolazione è di 799 abitanti.

## Società

### Evoluzione demografica
La composizione etnica vede una maggioranza di quella bianca (98,75%), seguita dagli asiatici, afroamericani e nativi americani (0,13%) dati del 2000.
| township di Burlington Popolazione |     |
| 2000                               | 799 |
| Stima al 2009                      | 758 |